# Nuoto ai Giochi della XXX Olimpiade - 100 metri stile libero femminili
La gara dei 100 metri stile libero femminili dei Giochi della XXX Olimpiade si è svolta il 1º e il 2 agosto 2012. Hanno partecipato 48 atlete.
La gara è stata vinta dall'olandese Ranomi Kromowidjojo con il tempo di 53"00 (nuovo record olimpico), mentre l'argento e il bronzo sono andati rispettivamente ad Aljaksandra Herasimenja e a Tang Yi.

## Programma
| Data      | Ora (BST/UTC+1) | Turno      |
| --------- | --------------- | ---------- |
| 1º agosto | 10:00           | Batterie   |
| 1º agosto | 19:40           | Semifinali |
| 2 agosto  | 20:37           | Finale     |

## Record
Prima della competizione, i record olimpici e mondiali erano i seguenti:
| Record mondiale | 52"07 | Britta Steffen Germania | 31 luglio 2009 Roma, Italia  |
| Record olimpico | 53"12 | Britta Steffen Germania | 15 agosto 2008 Pechino, Cina |

Durante l'evento sono stati migliorati i seguenti record:
| Data      | Evento     | Atleta              | Nazione     | Tempo | Record          |
| --------- | ---------- | ------------------- | ----------- | ----- | --------------- |
| 1º agosto | Semifinale | Ranomi Kromowidjojo | Paesi Bassi | 53"05 | Record olimpico |
| 2 agosto  | Finale     | Ranomi Kromowidjojo | Paesi Bassi | 53"00 | Record olimpico |

## Risultati

### Batterie
| Pos. | Nome                       | Nazione         | Tempo   | Batt. | Corsia | Note             |
| ---- | -------------------------- | --------------- | ------- | ----- | ------ | ---------------- |
| 1    | Tang Yi                    | Cina            | 53"28   | 5     | 3      | Q                |
| 2    | Melanie Schlanger          | Australia       | 53"50   | 7     | 6      | Q                |
| 3    | Jeanette Ottesen           | Danimarca       | 53"51   | 5     | 4      | Q                |
| 4    | Aljaksandra Herasimenja    | Bielorussia     | 53"63   | 7     | 5      | Q                |
| 5    | Ranomi Kromowidjojo        | Paesi Bassi     | 53"66   | 7     | 4      | Q                |
| 6    | Arianna Vanderpool-Wallace | Bahamas         | 53"73   | 6     | 7      | Q,               |
| 7    | Francesca Halsall          | Gran Bretagna   | 54"02   | 6     | 5      | Q                |
| 8    | Jessica Hardy              | Stati Uniti     | 54"09   | 5     | 6      | Q                |
| 9    | Julia Wilkinson            | Canada          | 54"16   | 6     | 1      | Q                |
| 10   | Sarah Sjöström             | Svezia          | 54"26   | 6     | 4      | Q                |
| 10   | Missy Franklin             | Stati Uniti     | 54"26   | 7     | 3      | Q                |
| 12   | Haruka Ueda                | Giappone        | 54"35   | 7     | 2      | Q                |
| 13   | Amy Smith                  | Gran Bretagna   | 54"37   | 6     | 2      | Q                |
| 14   | Britta Steffen             | Germania        | 54"42   | 6     | 3      | Q                |
| 15   | Femke Heemskerk            | Paesi Bassi     | 54"43   | 5     | 5      | Q                |
| 15   | Daniela Schreiber          | Germania        | 54"43   | 5     | 7      | Q                |
| 17   | Veronika Popova            | Russia          | 54"66   | 7     | 7      |                  |
| 18   | Hanna-Maria Seppälä        | Finlandia       | 54"93   | 6     | 8      |                  |
| 19   | Pernille Blume             | Danimarca       | 55"04   | 5     | 2      |                  |
| 20   | Charlotte Bonnet           | Francia         | 55"12   | 7     | 8      |                  |
| 21   | Hannah Wilson              | Hong Kong       | 55"33   | 5     | 1      |                  |
| 22   | Burcu Dolunay              | Turchia         | 55"35   | 4     | 4      |                  |
| 23   | Eszter Dara                | Ungheria        | 55"37   | 3     | 4      |                  |
| 24   | Nina Rangelova             | Bulgaria        | 55"52   | 4     | 2      | Record nazionale |
| 25   | Liliana Ibanez             | Messico         | 55"71   | 3     | 5      |                  |
| 26   | Daynara Paula              | Brasile         | 55"94   | 4     | 6      |                  |
| 27   | Katarzyna Wilk             | Polonia         | 56"13   | 4     | 3      |                  |
| 28   | Nastja Govejšek            | Slovenia        | 56"21   | 3     | 3      |                  |
| 29   | Mylene Ong                 | Singapore       | 56"33   | 3     | 2      |                  |
| 29   | Rūta Meilutytė             | Lituania        | 56"33   | 4     | 7      |                  |
| 31   | Katarina Filova            | Slovacchia      | 56"58   | 4     | 8      |                  |
| 32   | Nery Niangkouara           | Grecia          | 56"63   | 5     | 8      |                  |
| 33   | Arlene Semeco              | Venezuela       | 56"90   | 4     | 5      |                  |
| 34   | Jasmine Alkhaldi           | Filippine       | 57"13   | 3     | 6      |                  |
| 35   | Megan Fonteno              | Samoa Americane | 57"45   | 3     | 1      |                  |
| 35   | Miroslava Najdanovski      | Serbia          | 57"45   | 4     | 1      |                  |
| 37   | Karen Torrez               | Bolivia         | 57"78   | 3     | 7      |                  |
| 38   | Clelia Tini                | San Marino      | 58"29   | 3     | 8      |                  |
| 39   | Jade Howard                | Zambia          | 59"35   | 2     | 3      |                  |
| 40   | Bayan Jumah                | Siria           | 59"78   | 2     | 5      |                  |
| 41   | Karen Riveros              | Paraguay        | 59"86   | 2     | 4      |                  |
| 42   | Britany van Lange          | Guyana          | 1'01"62 | 2     | 6      |                  |
| 43   | Aina Fils Rabetsara        | Madagascar      | 1'02"39 | 2     | 2      |                  |
| 44   | Reshika Udugampola         | Sri Lanka       | 1'04"93 | 2     | 7      |                  |
| 45   | Magdalena Moshi            | Tanzania        | 1'05"80 | 2     | 1      |                  |
| 46   | Mareme Faye                | Senegal         | 1'06"42 | 1     | 4      |                  |
| 47   | Shreya Dhital              | Nepal           | 1'10"80 | 1     | 5      |                  |
| 48   | Ayouba Ali Sihame          | Comore          | 1'14"40 | 1     | 3      |                  |
| -    | Cate Campbell              | Australia       | -       | 6     | 6      | DNS              |
| -    | Therese Alshammar          | Svezia          | -       | 7     | 1      | DNS              |

### Semifinali
| Pos. | Atleta                     | Nazionalità   | Tempo | Batt. | Corsia | Note |
| ---- | -------------------------- | ------------- | ----- | ----- | ------ | ---- |
| 1    | Ranomi Kromowidjojo        | Paesi Bassi   | 53"05 | 2     | 3      | Q,   |
| 2    | Melanie Schlanger          | Australia     | 53"38 | 1     | 4      | Q    |
| 3    | Missy Franklin             | Stati Uniti   | 53"59 | 2     | 7      | Q    |
| 4    | Tang Yi                    | Cina          | 53"60 | 2     | 4      | Q    |
| 5    | Jeanette Ottesen           | Danimarca     | 53"77 | 2     | 5      | Q    |
| 5    | Francesca Halsall          | Gran Bretagna | 53"77 | 2     | 6      | Q    |
| 7    | Aljaksandra Herasimenja    | Bielorussia   | 53"78 | 1     | 5      | Q    |
| 8    | Jessica Hardy              | Stati Uniti   | 53"86 | 1     | 6      | Q    |
| 9    | Sarah Sjöström             | Svezia        | 53"93 | 1     | 2      |      |
| 10   | Arianna Vanderpool-Wallace | Bahamas       | 54"12 | 1     | 3      |      |
| 11   | Femke Heemskerk            | Paesi Bassi   | 54"13 | 2     | 8      |      |
| 12   | Britta Steffen             | Germania      | 54"18 | 1     | 1      |      |
| 13   | Julia Wilkinson            | Canada        | 54"25 | 2     | 2      |      |
| 14   | Amy Smith                  | Gran Bretagna | 54"28 | 2     | 1      |      |
| 15   | Daniela Schreiber          | Germania      | 54"39 | 1     | 8      |      |
| 16   | Haruka Ueda                | Giappone      | 54"59 | 1     | 7      |      |

### Finale
| Pos.    | Atleta                  | Nazionalità   | Tempo | Corsia | Note            |
| ------- | ----------------------- | ------------- | ----- | ------ | --------------- |
| Oro     | Ranomi Kromowidjojo     | Paesi Bassi   | 53"00 | 4      | Record olimpico |
| Argento | Aljaksandra Herasimenja | Bielorussia   | 53"38 | 1      |                 |
| Bronzo  | Tang Yi                 | Cina          | 53"44 | 6      |                 |
| 4       | Melanie Schlanger       | Australia     | 53"47 | 5      |                 |
| 5       | Missy Franklin          | Stati Uniti   | 53"64 | 3      |                 |
| 6       | Francesca Halsall       | Gran Bretagna | 53"66 | 7      |                 |
| 7       | Jeanette Ottesen        | Danimarca     | 53"75 | 2      |                 |
| 8       | Jessica Hardy           | Stati Uniti   | 54"02 | 8      |                 |